# عصر صناعي
العصر الصناعي هو الفترة التاريخية التي ضمت التغييرات في التنظيم الاقتصادي والاجتماعي وبدأت في عام 1760 تقريبًا في بريطانيا العظمى وفي بلدان أخرى لاحقًا، ويتميز بشكل رئيسي باستبدال الآلات التي تعمل اعتمادًا على الطاقة مثل المغزل الآلي والمحرك البخاري بالأدوات اليدوية، وبتركيز الصناعة في المنشآت الكبيرة.
على الرغم من الاعتقاد الشائع أن عصر المعلومات قد حلّ محل العصر الصناعي في أواخر القرن العشرين، وهي وجهة نظر أصبحت شائعة منذ ثورات عام 1989، فما يزال جزء كبير من اقتصاد العالم الثالث يعتمد على التصنيع. بناء على ذلك، يبقى محطًا للنقاش ما إذا تركت الحضارة العصر الصناعي بالفعل، أم أنها ما زالت ضمنه وفي طريقها للوصول إلى عصر المعلومات.

## أصول العصر الصناعي
جعلت التغييرات الضخمة في الأساليب الزراعية الثورة الصناعية ممكنة. بدأت هذه الثورة الزراعية بتغيرات في الزراعة في هولندا، والتي طورها البريطانيون لاحقًا.
بدأ التعدين الصناعي من أماكن مثل ويلز ومقاطعة درم.
بدأت الثورة الصناعية في بريطانيا العظمى بسبب امتلاكها عوامل الإنتاج، مثل الأرض (جميع الموارد الطبيعية)، ورأس المال، واليد العاملة. كان لدى بريطانيا الكثير من الموانئ التي أتاحت التجارة، ، و إمكانية الوصول إلى رأس المال كالسلع والأموال، مثل الأدوات، والآلات، والمعدات، والمخزون. أخيرًا، كان لدى بريطانيا وفرة من اليد العاملة أو العمال الصناعيين في هذه الحالة. كان هناك العديد من الظروف الأخرى التي تساعد على إظهار سبب بدء الثورة الصناعية في بريطانيا العظمى. مثّلت الجزر والمستعمرات البريطانية في الخارج أسواقًا ضخمة خلقت طلبًا كبيرًا على السلع البريطانية. كان لبريطانيا أيضًا واحدة من أكبر مناطق النفوذ بسبب قوتها البحرية والتجارية الضخمة. كان اهتمام الحكومة البريطانية بالمصالح التجارية مهمًا أيضًا. سمح المحرك البخاري بإنشاء القوارب البخارية والقاطرات، ما جعل النقل أسرع بكثير. بحلول منتصف القرن التاسع عشر، امتدت الثورة الصناعية إلى أوروبا القارية وأمريكا الشمالية، ثم امتدت منذ ذلك الحين إلى معظم أنحاء العالم.

## صناعة النسيج
كانت صناعة القطن أول صناعة تمر بالمكننة، التي تعني استخدام الأدوات الآلية لزيادة الإنتاج. نما النظام المحلي نتيجة بدء الشركات باستيراد القطن الخام، وتوظيف الغزّالين والنساجين لتحويله إلى قماش وهم في منازلهم. اخترع جيري هارغريفز ماكينة الغزل، التي استطاعت إنتاج ثمانية أضعاف الخيوط التي تنتجها عجلة الغزل الواحدة، وجعل ريتشارد آركرايت هذه الماكينة تعمل اعتمادًا على الطاقة المائية. فتح آركرايت لاحقًا معمل غزل اعتُبر بدايةً لنظام المصانع. في عام 1785، اخترع إدموند كارترايت منوالًا يعمل اعتمادًا على الطاقة المائية.

## المحركات البخارية
في عام 1712، قدّم توماس نيوكمان أول محرك بخاري ناجح، وفي عام 1769، حصل جيمس واط على براءة اختراع المحرك البخاري الحديث. نتيجة لذلك، حل البخار محل الماء مصدرًا رئيسيًا للطاقة في الصناعة.
سمح المحرك البخاري بإنشاء القوارب البخارية والقاطرات، ما جعل النقل أسرع بكثير. بحلول منتصف القرن التاسع عشر، امتدت الثورة الصناعية إلى أوروبا القارية وأمريكا الشمالية، ثم امتدت منذ ذلك الحين إلى معظم أنحاء العالم.
يُعرَّف العصر الصناعي بالإنتاج الضخم، والبث اللاسلكي، ونشوء الدولة القومية، والطاقة، والطب الحديث، والمياه الجارية. ارتفعت جودة الحياة البشرية بشكل كبير خلال العصر الصناعي. أصبح متوسط العمر المُتوقع للإنسان في جميع أنحاء العالم اليوم أكثر من ضعف ما كان عليه عند بدء الثورة الصناعية.